# راکووکا (استان اشوی‌داشکسیه)
راکووکا (به لهستانی: Rakówka) یک منطقهٔ مسکونی در لهستان است که در گمینا راکوو واقع شده‌است. راکووکا ۱۳۲ نفر جمعیت دارد.